# Hjŏngdžesangujŏk
Hjŏngdžesangujŏk (korejsky 형제산구역) je jeden z městských obvodů Pchjongjangu, hlavního města Severní Korey. Leží na řece Potchongu severně od městského centra. Na severu sousedí s obvodem Sunangujŏk, na východě s obvodem Rjongsŏnggujŏk, na jihovýchodě s obvodem Sŏsŏnggujŏk a na jihu s obvody Mangjŏngdägujŏk a Potchongganggujŏk.
Obvod vznikl v říjnu 1960.